# Ann Morgan Guilbert
Ann Morgan Guilbert (Minneapolis, 16 ottobre 1928 – Los Angeles, 14 giugno 2016) è stata un'attrice statunitense.

## Biografia
Figlia di Cornelia e Gerald Guilbert, ha studiato presso la Solomon Juneau High School a Milwaukee, dove si è diplomata nel 1946 con il futuro astronauta Jim Lovell.
La Guilbert cominciò la sua carriera come cantante nel Billy Barnes Revues negli anni cinquanta e sessanta.
Nota per i suoi ruoli televisivi nei panni di Millie Helper ne The Dick Van Dyke Show negli anni sessanta, successivamente al quale continuò a fare apparizioni in televisione in ruoli minori, incluse numerose partecipazioni, e nelle vesti di vari personaggi, ne The Andy Griffith Show (anche questo, come il Dick Van Dyke Show, prodotto dai Desilu Studios), in Squadra emergenza e La famiglia Brock, oltre a due apparizioni nel ruolo di Evelyn nella terza e nella settima stagione di Seinfeld.
Ha anche recitato nei film Una guida per l'uomo sposato (1967), Riprendiamoci Forte Alamo! (1969), e That's Amore - Due improbabili seduttori (1995), nel ruolo della madre di Sophia Loren.
Negli anni novanta acquisì nuova popolarità grazie al ruolo di Yetta Rosenberg (l'anziana cognata di zia Assunta nella versione italiana; nonna della protagonista nell'originale) nella serie La tata, con Fran Drescher.
Più recentemente è apparsa nel 2007 nella serie Law & Order e, di nuovo accanto a Fran Drescher, in un episodio della sitcom Happily Divorced (2012).
Madre dell'attrice Hallie Todd, è morta il 14 giugno 2016 all'età di 87 anni a causa di un cancro.

## Filmografia parziale

### Cinema
- La ragazza del quartiere (Two for the Seesaw), regia di Robert Wise (1962)
- Il piede più lungo (The Man from the Diners' Club), regia di Frank Tashlin (1963)
- One Man's Way, regia di Denis Sanders (1964)
- Una guida per l'uomo sposato (A Guide for the Married Man), regia di Gene Kelly (1967)
- Uffa papà quanto rompi! (How Sweet It Is!), regia di Jerry Paris (1968)
- Riprendiamoci Forte Alamo! (Viva Max!), regia di Jerry Paris (1969)
- That's Amore - Due improbabili seduttori (Grumpier Old Men), regia di Howard Deutch (1995)
- Sour Grapes, regia di Larry David (1998)
- Please Give, regia di Nicole Holofcener (2010)

### Televisione
- Io e i miei tre figli (My Three Sons) – serie TV, episodio 1x28 (1961)
- Hennesey – serie TV, 1 episodio (1961)
- The Dick Van Dyke Show – serie TV, 61 episodi (1961-1966)
- The Andy Griffith Show – serie TV, 1 episodio (1967)
- Adam-12 – serie TV, 1 episodio (1968)
- Strega per amore (I Dream of Jeannie) – serie TV, 1 episodio (1969)
- Room 222 – serie TV, 1 episodio (1969)
- Squadra emergenza (Emergency!) – serie TV, 3 episodi (1972-1974)
- Barney Miller – serie TV, 1 episodio (1981)
- Cin Cin (Cheers) – serie TV, 1 episodio (1989)
- Bravo Dick (Newhart) – serie TV, 1 episodio (1989)
- La signora in giallo (Murder, She Wrote) - serie TV, episodio 6x17 (1990)
- I Fanelli Boys (The Fanelli Boys) – serie TV, 19 episodi (1990-1991)
- Blossom - Le avventure di una teenager (Blossom) – serie TV, 1 episodio (1991)
- Il cane di papà (Empty Nest) – serie TV, 2 episodi (1991-1993)
- Ma che ti passa per la testa? (Herman's Head) – serie TV, 1 episodio (1993)
- La famiglia Brock (Picket  Fences) – serie TV, 5 episodi (1992-1994)
- Quell'uragano di papà (Home Improvement) – serie TV, 1 episodio (1993)
- La tata (The Nanny) – serie TV, 56 episodi (1993-1999)
- Law & Order: Unità Speciale (Law & Order: Special Victims Unit) – serie TV, 1 episodio (2007)
- Happily Divorced – serie TV, 1 episodio (2012)
- Modern Family – serie TV, 1 episodio (2013)
- Getting On – serie TV, 15 episodi (2013-2015)
- Grey's Anatomy – serie TV, 1 episodio (2015)
- Life in Pieces – serie TV, episodi 1×15-1x22 (2016)

## Doppiatrici italiane
Nelle versioni in italiano delle opere in cui ha recitato, Ann Morgan Guilbert è stata doppiata da:
- Graziella Polesinanti in Please Give, Grey's Anatomy
- Wanda Tettoni in That's amore! - Due improbabili seduttori
- Franca Dominici ne La signora in giallo
- Alina Moradei ne La Tata
- Doriana Chierici in Life in Pieces